# Leslie Gourse
Roberta Leslie Gourse (* 1. Januar 1939 in Fall River, Massachusetts; † 23. Dezember 2004 in New York) war eine US-amerikanische Journalistin und Jazzautorin.
Gourse lebte als freie Autorin in New York, wo sie 1960 einen Abschluss in Creative Writing an der Columbia University machte, und schrieb unter anderem für Downbeat, JazzTimes, Cosmopolitan, The Washington Post, The New York Times und Village Voice (neben Jazz auch über gesellschaftliche Trends, Paris, Indianer u. a.). Sie verfasste über 30 Bücher vor allem über Jazz, aber auch Reiseführer für New York, Biographien von Jim Henson und Gloria Estefan.
Als Jazzautorin schrieb sie Biographien von Nat King Cole, Art Blakey, Wynton Marsalis, Thelonious Monk (1998 von Jazztimes unter die zwei besten Jazzbücher des Jahres gewählt), Joe Williams, Billie Holiday, Sarah Vaughan, Ella Fitzgerald, Mahalia Jackson, Bücher für Kinder und Jugendliche über Jazz und eines der Grundlagenwerke über Instrumentalistinnen im Jazz.
Ihr erstes Buch 1961 war ein Roman With Gall and Honey: The Love Story of an American Girl in Israel (Avon Books).
Für eine Artikelserie über Jazzmusikerinnen in Jazztimes erhielt sie 1991 den Deems Taylor Award der American Society of Composers, Authors and Publishers (ASCAP). Außerdem erhielt sie den Columbia Doubleday Award für ihren Roman With Gall and Honey (der auch eine Book of the Month Club Empfehlung erhielt).

## Schriften
- The Best Guided Walking Tours to New York City, 1989,
- Student Guide to New York, Hippocrene Books 1984
- Pocahontas: Young Peacemaker, 1996 (ein Kinderbuch)
- Gloria Estefan: Pop Sensation, 1999
- Native American Courtship and Marriage
- Jim Henson: Young Puppeteer, 2000

Über Jazz:
- Madame Jazz: Contemporary Women Instrumentalists, Oxford University Press, 1995
- Louis´ Children – American Jazz Singers, 1984, Verbesserte Neuauflage, Coopers Square Press 2001, ISBN 0-8154-1114-6
- Straight no chaser: the life and genius of Thelonious Monk, Schirmer Books, 1998
- Wynton Marsalis: Skain´s Domain, 2000
- Sassy – The Life of Sarah Vaughan, Scribners 1992, Da Capo 1994
- Carmen McRae – Miss Jazz, 2001
- Dizzy Gillespie and the Birth of Bebop, 1995
- Art Blakey – Jazz Messenger, 2001
- Aretha Franklin – Lady Soul
- Unforgettable – Life and Mystique of Nat King Cole, Cooper Square Press 2000
- Everyday: The Story of Joe Williams 1985
- Billie Holiday: The Tragedy and Triumph of Lady Day, Franklin Watts, 1995
- Herausgeber: The Billie Holiday Companion, Schirmer Books 1997
- Lady Be Good, Omnibus Press 1995 (Ella Fitzgerald)
- Mahalia Jackson: Queen of Gospel Songs, 1996
- The Golden Age of Jazz in Paris and other stories about Jazz, Xlibris Corporation 2001

Jazzbücher für Kinder und Jugendliche:
- Sophisticated Ladies – the great woman of Jazz, Dutton Juvenile 2007
- Striders of Bebop and Beyond- the art of Jazz Piano, Childrens Press 1997
- Blowing on the Changes- the art of jazz horn players, Franklin Watts 1998
- Deep Down in Music: The Art of the Great Jazz Bassists, Childrens Press 1998 (Vorwort Ron Carter)
- Fancy Fretwork- the great jazz guitarists
- Swingers and Crooners- the art of jazz singing 1997
- Time Keepers – the great jazz drummers 2000